# Sahibganj
Sahibganj là một thành phố và khu đô thị của quận Sahibganj thuộc bang Jharkhand, Ấn Độ.

## Địa lý
Sahibganj có vị trí 25°15′B 87°39′Đ / 25,25°B 87,65°Đ Nó có độ cao trung bình là 16 mét (52 feet).

## Nhân khẩu
Theo điều tra dân số năm 2001 của Ấn Độ, Sahibganj có dân số 80.129 người. Phái nam chiếm 53% tổng số dân và phái nữ chiếm 47%. Sahibganj có tỷ lệ 63% biết đọc biết viết, cao hơn tỷ lệ trung bình toàn quốc là 59,5%: tỷ lệ cho phái nam là 70%, và tỷ lệ cho phái nữ là 55%. Tại Sahibganj, 16% dân số nhỏ hơn 6 tuổi.